# Копальня Гаферут
Копальня Гаферут – колишній гірничодобувний майданчик у Мікронезії на острові Гаферут (західна частина Каролінського архіпелагу).
За наслідками Першої світової війни Каролінські острови опинились під владою Японії, яка продовжила початі германцями розробки фосфоритів на Ангаурі. В середині 1930-х японці почали приділяти все більше уваги політиці самозабезпечення, що, зокрема, змусило звернути увагу навіть на дрібні родовища. Островом Гаферут зацікавилась компанія Nanyo Boeki Kaisha, яка змогла вивезти у 1937 році 198 тонн фосфоритів. В 1938-му відправили 747 тонн, на чому розробка припинилась.